# Parque Vila Germânica

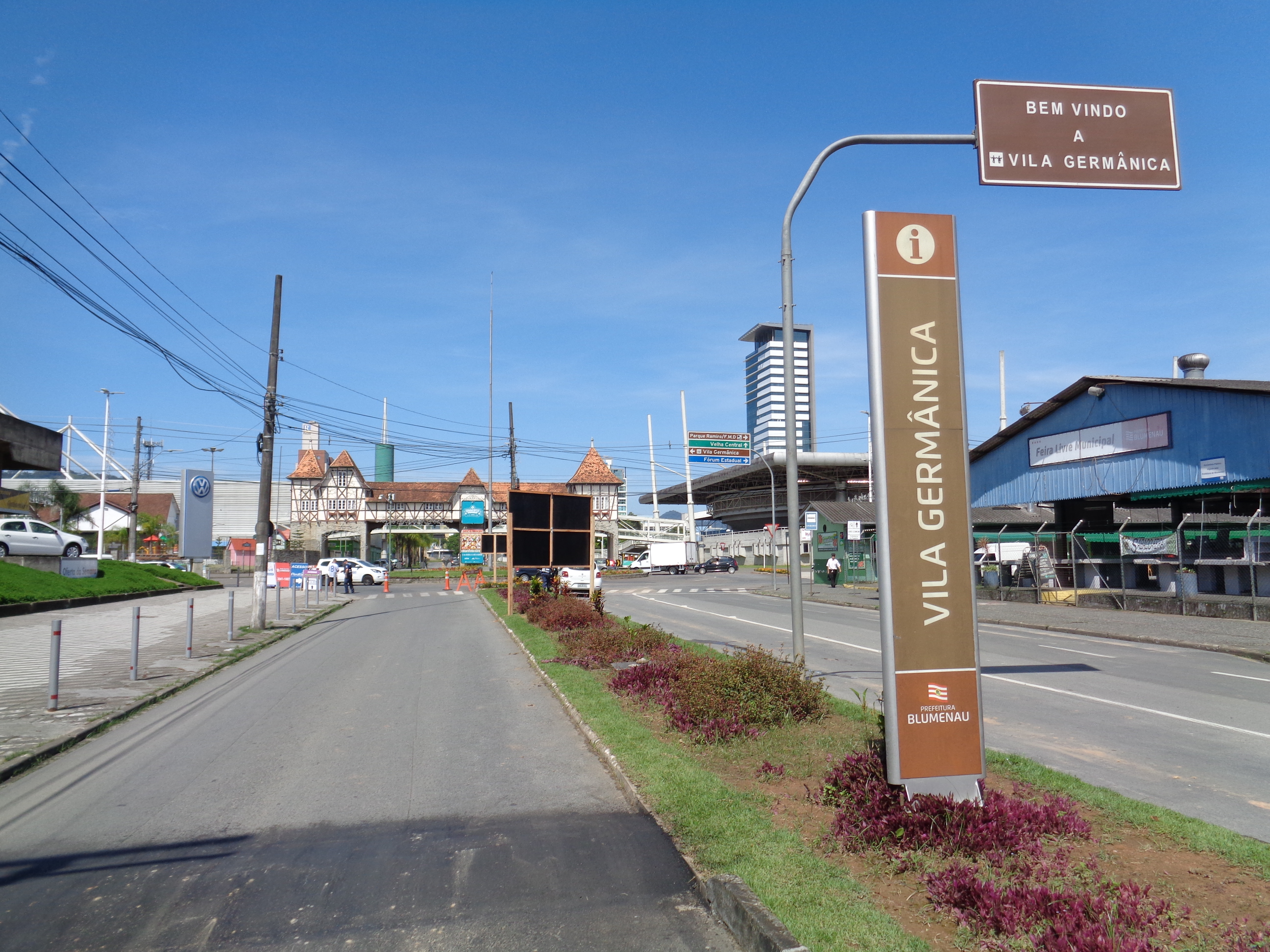
Sinalização e pórtico na entrada do complexo

O Parque Vila Germânica, antigo "Parque de Exposições da PROEB", está localizado no bairro da Velha, em Blumenau, no estado brasileiro de Santa Catarina. Era chamado inicialmente de "Feira de Amostras de Santa Catarina" (FAMOSC).

## Complexo
Os setores cobertos (ou pavilhões) possuem 36.000m² de área, e fazem parte de um conjunto que inclui o ginásio "Galegão". O projeto foi criado para abrigar feiras e eventos na região de Blumenau, como a Oktoberfest e a Festitália, dentre outros.